# Joel Serkes
Joel Serkes (auch Sirkis oder Sirkes; * 1561 in Lublin; gestorben  im Jahr 1640 in Krakau) war jüdischer Gelehrter und Dezisor, bekannt vor allem für sein Werk bajit chadasch (abgekürzt BaCH; „neues Haus“), Kommentar zum Tur des Jakob b. Ascher.
Er schrieb auch Responsen und talmudische Kommentare. Philosophie lehnte er ebenso ab wie die Methode des Pilpul und bevorzugte stattdessen das Studium der Kabbala.